# Евстигнеев, Евгений Андреевич
Евгений Андреевич Евстигнеев (1921—2006) — советский военачальник, генерал-лейтенант, кандидат военных наук. Заместитель начальника Генерального штаба Вооружённых сил СССР (1986—1989). Лауреат Государственной премии СССР.

## Биография
В 1941 году окончил Первое Ленинградское Краснознамённое артиллерийское училище имени Красного Октября. С 1946 по 1951 год обучался на факультете реактивного вооружения Военной артиллерийской инженерной академии имени Ф. Э. Дзержинского. С 1958 по 1960 год обучался на основном факультете Военной ордена Ленина Краснознамённой ордена Суворова академии Генерального штаба Вооружённых Сил СССР имени К. Е. Ворошилова.
С 1941 по 1945 год участник Великой Отечественной войны в составе 271-й стрелковой дивизии в должностях: командира 1-й артиллерийской батареи и помощника начальника штаба 850-го артиллерийского полка. С 1942 по 1943 год в составе 103-й стрелковой бригады в должностях: начальник штаба и командир отдельного артиллерийского дивизиона. С 1943 года воевал в составе 81-й морской стрелковой бригады и в 305-м гвардейском артиллерийском полку в должности командира отдельного артиллерийского дивизиона. С 1943 по 1944 год — исполнял обязанности командира 305-го гвардейского артиллерийского полка и являлся командующим артиллерией 117-й гвардейской стрелковой дивизии. С 1944 по 1945 год — начальник штаба 305-го гвардейского артиллерийского полка, начальник штаба артиллерии 117-й гвардейской стрелковой дивизии и начальник штаба 536-й артиллерийской бригады. Воевал на Южном, Северо-Кавказском и Закавказском фронтах.
С 1951 по 1953 год служил в Киевском военном округе в должности начальника штаба артиллерии стрелкового корпуса. С 1953 по 1956 год служил в Московском военном округе в должностях начальника оперативно-разведывательного отдела штаба артиллерии этого округа и начальником штаба гвардейской пушечной артиллерийской дивизии. С 1960 года служил в центральном аппарате РВСН СССР в качестве — руководителя отдела межконтинентальных ракет Оперативного управления.
С 1963 года в центральном аппарате Генерального штаба Вооружённых сил СССР в должности — начальника Центрального командного пункта. С 1970 года — заместитель начальника связи Вооружённых Сил СССР по АСУ. С 1978 года — первый заместитель начальника 2-го управления. С 1981 года — руководитель 5-го управления Главного оперативного управления. С 1986 по 1989 год — заместитель начальника Генерального штаба Вооружённых сил СССР и руководитель Главного управления автоматизированных систем управления и радиоэлектронной борьбы.
Помимо основной деятельности Е. А. Евстигнеев с 1981 года являлся — главным редактором журнала «Военная радиоэлектроника» и членом редакционной коллегии журнала «Военная мысль». С 1989 по 2006 год являлся членом Всероссийской общественной организации ветеранов (пенсионеров) войны, труда, Вооружённых Сил и правоохранительных органов. Е. А. Евстигнеев занимался и педагогической работой являясь кандидатом военных наук и профессором Академии военных наук.
Скончался 13 февраля 2006 года в Москве, похоронен на Троекуровском кладбище.

## Высшие воинские звания
- Генерал-майор (9.05.1961)
- Генерал-лейтенант (29.04.1970)[5]

## Награды
- Орден Октябрьской Революции[1][2][3]
- три ордена Красного Знамени (1944, 1968, 1974)[4]
- Орден Трудового Красного Знамени[1][2][3]
- Два[1] Ордена Отечественной войны I степени (в том числе в 1945[4])
- Два[1] Ордена Отечественной войны II степени (в том числе в 1944[4])
- Орден Дружбы народов[1][2][3]
- Два Ордена Красной Звезды (1943, 1956)[4]
- Две медали «За боевые заслуги» (1942, 1950)[4]
- Медаль «За победу над Германией в Великой Отечественной войне 1941—1945 гг.» (1945)[4]
- Медаль «За оборону Кавказа» (1944)[4]
- Медаль «За освобождение Праги» (1945)[4]
- Медаль «За взятие Берлина»[4]

### Премии
- Государственная премия СССР[1][2][3][6]

### Звания
- Почётный гражданин Пласи (1985)[1][3]